# Saornil de Voltoya

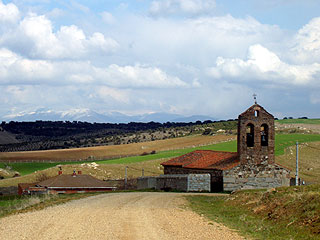
La iglesia de Saornil desde el camino de Escalonilla.

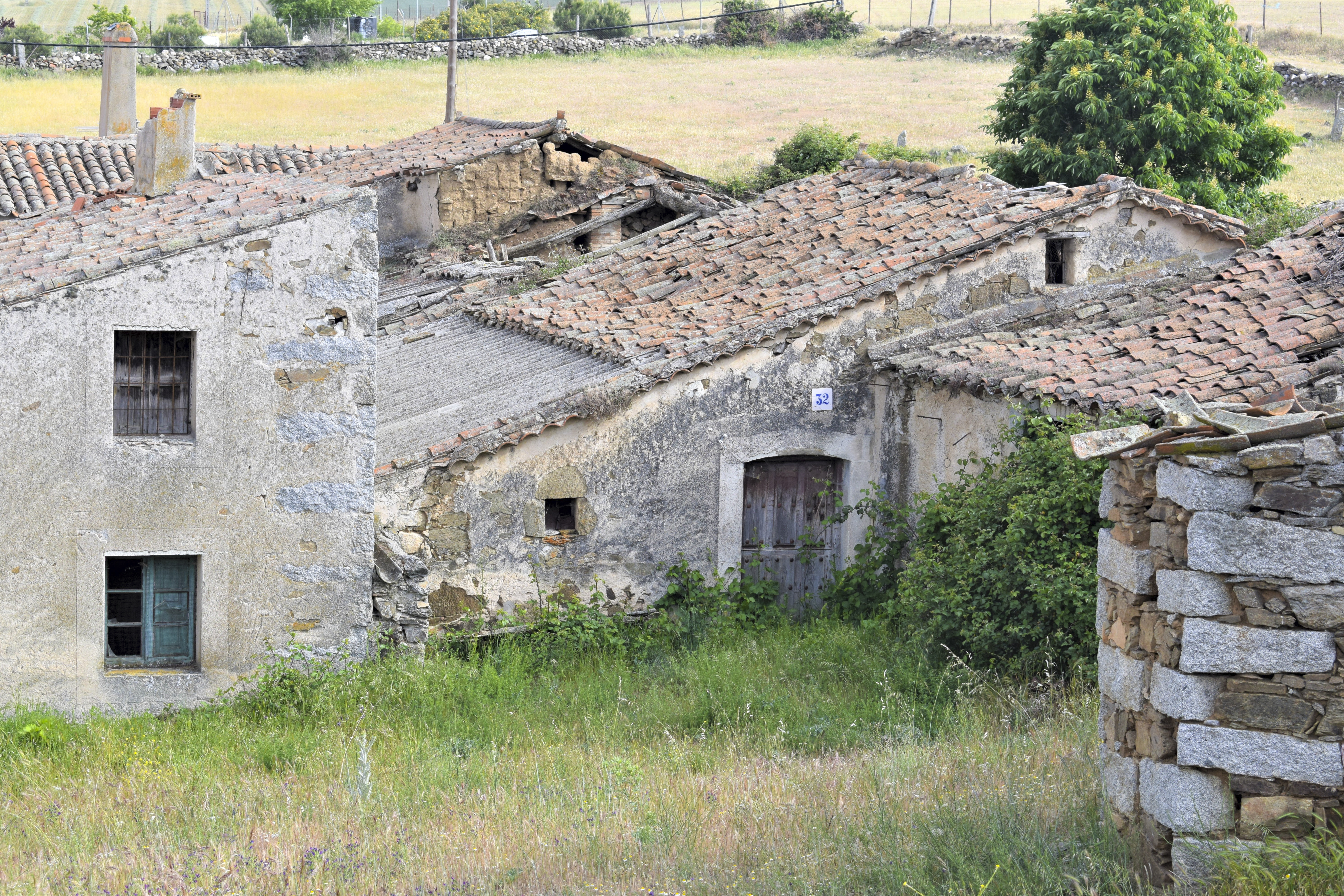
Arquitectura popular

Saornil de Voltoya es un anejo del municipio de Tolbaños, en la provincia de Ávila (Castilla y León, España).
La localidad está situada a 1000 metros de altitud sobre el nivel del mar, en un paisaje de transición entre la sierra de Ojos Albos y la meseta, con afloramientos de granito, cuarzo y pizarra. Paradójicamente el río Voltoya no pasa por la población. La cercana dehesa de Aldealgordo y los montes del municipio de Maello completan el paisaje.
Desde los años 1960 es un núcleo en continuo despoblamiento. La población en 2008 era de diez habitantes, reduciéndose a la mitad diez años después. Tan solo una carretera, en no muy buen estado, comunica este lugar con la vecina localidad de Tolbaños. Los caminos que la unen a Escalonilla, Velayos y Aldealgordo siguen sin asfaltar, si bien fueron mejorados en la década de 1990. Cuenta con una iglesia del siglo XVIII en buen estado de conservación.